# تيم غوليكسون
تيم غوليكسون (بالإنجليزية: Tim Gullikson)‏ مواليد 08 سبتمبر 1951 في لاكروس - الوفاة 03 مايو 1996 في ويتون، كان لاعب كرة مضرب أمريكي بدأ مسيرته كمحترف سنة 1977 وكان يلعب باليد اليمنى، اعتزل اللعب في 1986. كما أنه أحد أبطال الجراند سلام. أعلى تصنيف له في الفردي كان المركز الـ 15 في سنة 1979.

## النهائيات

### الزوجي (الوصافة 1)
| الحصيلة | السنة | البطولة        | الأرضية | الشريك       | المنافس                           | النتيجة       |
| ------- | ----- | -------------- | ------- | ------------ | --------------------------------- | ------------- |
| الوصافة | 1983  | بطولة ويمبلدون | عشبية   | توم جوليكسون | بيتر فليمنغ (كرة مضرب) جون ماكنرو | 4–6, 3–6, 4–6 |

## روابط خارجية
- تيم غوليكسون على موقع رابطة محترفي التنس (الإنجليزية)
- تيم غوليكسون على موقع الاتحاد الدولي لكرة المضرب (الإنجليزية)
- تيم غوليكسون على موقع خلاصة التنس.كوم (الإنجليزية)